# Sol Enganador - O Êxodo

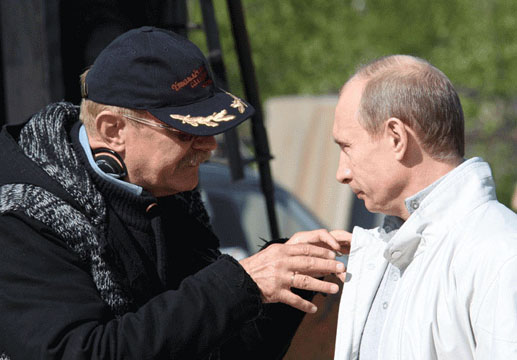
Vladimir Putin visitando o campo de pesquisa do filme de Nikita Mikhalkov

Sol Enganador - O Êxodo (em russo:  Utomlyonnye solntsem 2; cirílico: Утомлённые солнцем 2) é um filme de drama russo de 2010 dirigido e escrito por Nikita Mikhalkov. 
Foi selecionado como representante da Rússia à edição do Oscar 2012, organizada pela Academia de Artes e Ciências Cinematográficas.

## Elenco
- Nikita Mikhalkov - Sergei Petrovich Kotov
- Oleg Menshikov - Mitya
- Mikhail Efremov
- Dmitri Dyuzhev - Vanya